# Денак (мать Папака)
Денак (пехл. dēn) — мать Папака.
Также как существуют различные версии относительно родоначальников Сасанидов по мужской линии, в источниках присутствует неоднозначность и в отношении женщин этого рода. Так по свидетельству средневекового историка Ат-Табари, Папак был сыном Сасана и Рамбехешт, однако в надписи шахиншаха государства Сасанидов Шапура I в Накше-Рустам матерью Папака с титулом «мать царя» именуется именно Денак — без какой-либо привязки к Сасану.